# Mondement-Montgivroux
Mondement-Montgivroux är en kommun i departementet Marne i regionen Grand Est (tidigare regionen Champagne-Ardenne) i nordöstra Frankrike. Kommunen ligger i kantonen Sézanne som tillhör arrondissementet Épernay. År 2022 hade Mondement-Montgivroux 28 invånare.

## Befolkningsutveckling
Antalet invånare i kommunen Mondement-Montgivroux
| Referens: INSEE |